# Smużyna
Smużyna (Callisia L.) – rodzaj roślin z rodziny komelinowatych. Należy do niego ok. 20 gatunków pochodzących z tropikalnych obszarów Ameryki Środkowej, Południowej i południowego końca Ameryki Północnej.

## Morfologia
Wiecznie zielone byliny o płożących pędach i drobnych, 3-płatkowych, białych lub różowych kwiatach. Są blisko spokrewnione z trzykrotkami (Tradescantia) i czasami mylnie są za nie brane.

## Systematyka
Synonimy
Aploleia  Raf., Cuthbertia Small, Hadrodemas H. E. Moore, Hapalanthus Jacq., Leiandra Raf., Leptocallisia (Benth.) Pichon, Leptorhoeo C. B. Clarke, Phyodina Raf., Rectanthera O. Deg., Spironema Lindl., Tradescantella Small
Pozycja rodzaju według APweb (aktualizowany system APG III z 2009)
Rodzaj należący do podrodziny Commelinoideae, rodziny komelinowatych (Commelinaceae R. Br., która wraz z grupą siostrzaną Hanguanaceae, tworzy klad bazalny w obrębie rzędu komelinowce Commelinales Dumort. W obrębie rodziny komelinowatych należy do plemienia Tradescantieae, podplemienia Tradescantiinae.
Wykaz gatunków
- Callisia ciliata Kunth
- Callisia cordifolia (Sw.) Andiers. & Woodson
- Callisia filiformis (M.Martens & Galeotti) D.R.Hunt
- Callisia fragrans (Lindl.) Woodson
- Callisia gentlei Matuda – smużyna wyniosła
- Callisia gracilis (Kunth) D.R.Hunt
- Callisia graminea (Small) G.C.Tucker
- Callisia hintoniorum B.L.Turner
- Callisia insignis C.B.Clarke
- Callisia laui (D.R.Hunt) D.R.Hunt
- Callisia micrantha (Torr.) D.R.Hunt
- Callisia monandra (Sw.) Schult. & Schult.f.
- Callisia multiflora (M.Martens & Galeotti) Standl.
- Callisia navicularis (Ortgies) D.R.Hunt
- Callisia ornata (Small) G.C.Tucker
- Callisia repens (Jacq.) L. – smużyna płożąca
- Callisia rosea (Vent.) D.R.Hunt
- Callisia soconuscensis Matuda
- Callisia tehuantepecana Matuda
- Callisia warszewicziana (Kunth & C.D.Bouché) D.R.Hunt

## Zastosowanie
Kilka gatunków jest uprawianych jako rośliny ozdobne. W krajach o cieplejszym klimacie (strefy 9-11) są uprawiane w ogródkach jako rośliny okrywowe, w Polsce w doniczkach jako rośliny pokojowe.